# Book Club
Book Club is een Amerikaanse film van Bill Holderman die werd uitgebracht in 2018. 

## Verhaal
Diane, Vivian, Sharon en Carol zijn vier hartsvriendinnen van middelbare leeftijd die elkaar sinds jaar en dag kennen. Diane is onlangs weduwe geworden en is de moeder van twee volwassen dochters die willen dat hun mama dicht bij hen in de buurt komt wonen in Arizona. Viviane is een heel zelfbewuste vrouw, een eeuwige vrijgezel die er nog steeds heel goed uitziet en die veel geld verdient in de hotelwereld. Ze beleeft wel avontuurtjes maar wil zich niet binden. Sharon is een rechter die alleen in het leven staat sinds haar scheiding achttien jaar geleden. Carol is gelukkig getrouwd maar ze heeft nood aan meer passie en haar net gepensioneerde man voelt dit niet echt aan.
De vier vrouwen komen ook maandelijks samen voor hun boekenclub. Tijdens een bijeenkomst stelt een van hen voor om de roman 'Fifty Shades of Grey' te lezen en te bespreken. De lectuur van die erotische roman en van de twee vervolgen zorgt ervoor dat ze zich openstellen voor nieuwe ervaringen die hun liefdesleven veranderen.

## Rolverdeling
| Acteur             | Personage    |
| ------------------ | ------------ |
| Diane Keaton       | Diane        |
| Jane Fonda         | Vivian       |
| Candice Bergen     | Sharon Myers |
| Mary Steenburgen   | Carol Colby  |
| Andy Garcia        | Mitchell     |
| Don Johnson        | Arthur       |
| Craig T. Nelson    | Bruce Colby  |
| Richard Dreyfuss   | George       |
| Alicia Silverstone | Jill         |
| Katie Aselton      | Adrianne     |
| Wallace Shawn      | Derek        |
| Ed Begley jr.      | Tom          |